# Ubuntu Edge
Ubuntu Edge fue una propuesta de un teléfono inteligente de "alto concepto" anunciado por Canonical Ltd. el 22 de julio de 2013. Canonical estaba buscando financiar colectivamente una producción de alrededor de 40,000 unidades a través de Indiegogo. Tuvo el objetivo más alto de cualquier proyecto financiado colectivamente hasta la fecha, $32,000,000 en una campaña de un mes. El Edge no estaba destinado a entrar en producción en masa después de su lanzamiento inicial, sino para servir como una demostración para las nuevas tecnologías de la industria. El Edge se quedó corto en su meta de financiación, alcanzando solo $12,808,906.
El Edge fue diseñado como un dispositivo híbrido el cual funcionaría como un teléfono inteligente de gama alta(con Ubuntu touch y Android), o cuando fuese utilizado con un monitor, teclado y ratón, sería capaz de operar como una computadora de escritorio convencional corriendo Ubuntu. El Ubuntu Edge fue también diseñado para soportar arranque dual, y fue para correr junto a Android.

## Campaña de recaudación de fondos
La reacción al anuncio de Canonical fue variada; mientras recaudaba un millón de dólares en las primeras cinco horas, un comentarista señalaba el poco claro mercado para el dispositivo, con un gran número de teléfonos inteligentes funcionando con sistemas operativos ya disponibles y sin precedentes que mostraran demanda por un "aparato único" que combine el teléfono con el ordenador principal del usuario. Los primeros dispositivos fueron ofrecidos por $600 contra un coste principal de $825; Siguiendo el lanzamiento inicial, esto fue revisado para ofrecer bloques en $625, $675 y $725 tan pronto estuvieran agotados los anteriores.  Las revisiones posteriores a la fijación de precios llegaron el 8 de agosto, haciendo una tarifa de $ 695 por unidad.
El 14 de agosto, 8 días antes de la fecha límite, la campaña superó el hito de los 10 millones. La campaña superó el récord de la mayor campaña de recaudación de fondos, sostenida previamente por el reloj inteligente Pebble el 15 de agosto
La campaña terminó el 21 de agosto con una suma final de $12,809,906, pero no fue capaz de cumplir su meta de $32 millones para arrancar el proyecto.

## Detalles técnicos
Ubuntu Edge era una propuesta de teléfono inteligente con especificaciones de último nivel, a veces llamado un "super teléfono" [8][9] El Edge hubiera tenido un procesador multi-core y por lo menos 4 GB de RAM. La memoria interna hubiera sido de 128 GB. Una entrada para micro-SIM habría estado disponible. Una cámara trasera de 8 MP y una cámara con vista a la cara de 2MP también hubieran estado disponibles. La pantalla hubiera sido de 4.5" de cristal de safiro (conocido por poder ser rayado solo por un diamante) con una resolución HD de 1280 × 720. En el lado de la conectividad, el Edge habría incluido un Dual-LTE, una banda dual de 802.11 en Wi-Fi, Bluetooth y NFC. GPS, acelerómetro, giroscopio, sensor de proximidad, compás, barómetro, etc. serán incluidos. Hubiera tenido bocinas estéreo con audio HD y permitiría el uso de un micrófono dual, con grabación y cancelación activa del ruido. El Edge habría tenido un connector de 11 pines que provee simultáneamente MHL y USB OTG. Un conector 3.5mm será incluido y una batería Silicon Li-Ion dará energía al aparato. 
Desde el lado del software, hubiera corrido con Ubuntu Touch junto con Android. Junto con Android será incluido Ubuntu para tecnología Android y de acuerdo a la campaña de Ubuntu Edge sería el primer teléfono con dual-boot entre sistemas operativos sin modificaciones adicionales, también será capaz de ser usado con la versión de escritorio de Ubuntu cuando es conectado a un monitor. En dimensiones físicas el aparato hubiera medido 64 x 9 x 124mm.